# Quaranti
Quaranti ist eine Gemeinde mit 155 Einwohnern (Stand 31. Dezember 2023) in der italienischen Provinz Asti (AT), Region Piemont.

## Lage und Einwohner
Quaranti liegt rund 45 Straßenkilometer südöstlich von der Provinzhauptstadt Asti entfernt. Das Gemeindegebiet umfasst eine Fläche von zwei km². Die Nachbargemeinden sind Alice Bel Colle, Castelletto Molina, Fontanile, Mombaruzzo und Ricaldone.

## Kulinarische Spezialitäten
In Quaranti werden Reben für den Dolcetto d’Asti, einen Rotwein mit DOC Status angebaut. Die Beeren der Rebsorten Spätburgunder und/oder Chardonnay dürfen zum Schaumwein Alta Langa verarbeitet werden. Die Muskateller-Rebe für den Asti Spumante, einen süßen DOCG-Schaumwein mit geringem Alkoholgehalt sowie für den Stillwein Moscato d’Asti wird hier ebenfalls angebaut. Aus der Rebsorte Brachetto wird der liebliche Schaumwein Brachetto d’Acqui hergestellt. In Quaranti werden auch Reben der Sorte Barbera für den Barbera d’Asti, einen Rotwein mit DOCG Status, sowie für den Barbera del Monferrato angebaut.